# てんしの末裔
『てんしの末裔』（てんしのまつえい）は藤島じゅん作の4コママンガ。芳文社の雑誌『まんがタイムきらら』に連載されていた。単行本全3巻。

## 概要
人間と天使の間に生まれた少女・円迫エルと敵対する悪魔の少年・出井門王魔との出会いから別れを中心に、死神や鬼の子孫との交流を描いたドタバタコメディー。

## 特徴
ブラックな描写が多々ある。1、2巻と比べると3巻は比較的重い話が展開されている。物語は、神のゼウスがプログラムした物語を、自身の希望を託したエルが体験版として体験していたものとなる。

## 主な登場人物

### 円迫家
円迫エル（えんぜる エル）
本作品の主人公。天使の末裔、中学2年生（14歳）。
ある日、朝起きたら背中に翼が生えていて、そこで初めてママが天使だと知らされた。翼は飛行よりは主にグーで殴る為に使われている。後にサタンが人間界に観光に来たのに反応し天使の輪が出現。学校のバレーボール大会の商品が赤点免除だと知り、誰よりもやる気をだすほどの勉強嫌い。
天使の末裔にしては、周囲にとてもひどい仕打ちをしており、7大天使を狙っている王魔の前にガブリエルが現れると、王魔ともめないように、2人とも学校の3階から突き落とすなどの行為を働き、同級生のよみにも「あなた本当に、天使の末裔？」と言われるほどである。
円迫ミカ（えんぜる ミカ）
エルの母親。大天使ミカエル。
人間界での名前「ミカ」は姉の大天使ウリエルの命名による。
天然系で楽天家。主婦であり、なおかつ剣の達人なのだが料理が苦手。剣の腕は包丁で木彫りの熊を瞬く間に彫ってしまうほど。夫のまあくと一緒に、娘エルを盗撮したこともある。
剣の腕前は、強盗の人質になったまあくを助けるために、路上販売していた包丁を使ったのが、唯一の剣さばきのシーンであった。その包丁で、強盗の拳銃から放たれた弾を切り、逮捕に貢献した。
円迫まあく（えんぜる まあく）
エルの父親。人間。小説家。娘を盗撮したりなど変態的行動が目立つ。

### エルのクラスメート等
四神よみ（しがみ よみ）
エルの友人でクラスでの席は隣同士。エルとちひろをやたらとくっつけようとする。正体は死神の末裔。ふとしたことで自殺しようとする。
鬼塚ちひろ（おにづか ちひろ）
エルの友人。家がかなり貧乏らしい。正体は鬼の末裔。

### 大天使
ミカエル
称号「神に似た者」。天使軍団最高指揮官「紅き衣のミカエル」。
上記「円迫ミカ」参照。
ガブリエル
称号「神はわが力なり」。
髪の毛がV字に逆立っているのが特徴。自称「天界の鍋奉行」。
ウリエル
称号「神の炎」>「神は我が熱」。その名は天使軍団天才軍師「まだらのウリエル」として広く知れ渡っている。
いつも牛模様の着ぐるみを着ている。一応女性。
本作では、以上3人の天使はきょうだいとなっており、ウリエルが長姉。ガブリエル、（ルシフェル）、ミカエルと続く。
ラファエル
称号不明。大抵コタツに引き篭もっている。医学が得意らしいのだが少々疑問が残るところもある。
エルがお年玉を貰うために探そうとしたら「（自分を見つけるなど）10年早い」と矢文が届いた。
ルシフェル
ミカエルの基になった天使。作内では「ミカエルの双子の姉」との立場を持つ。神（ゼウス）に苦言を呈したために疎まれ、それがミカエル誕生のきっかけとなった。
ミカエル誕生後は、彼女の個性がミカエルに影響を及ぼさないように、とのゼウスの思惑によって冥界の番人へと追いやられ、魔王軍が冥界に侵攻した際、連絡が取れなくなって死亡したと思われていた。
実はゼウスによって生み出された弱き人間を不憫に思い、その元凶となったゼウスに「あなたが生み出さなければ、誰も悩むことも泣く事も無かった」と、叛旗を翻していた。

### 神
ゼウス
猫の顔型のフードを被った風貌の（ペチャパイの）女の子。
その正体は遥か昔に滅びた遠い星の文明の生き残りであり「希望」。孤独ゆえにメタトロンのメインPC内部に天地創造を行うが、ある事件がきっかけで精神のみが人間界に取り残される事になる。
ルシフェルの「絶望」に対抗するため、自らの「希望」をエルに託す。本編はそれを行うためのいわばシミュレーションのための世界であり、一種のデモ版であった。
メタトロン
ゼウスを乗せた宇宙船。遠き星の文明の遺した、いわば箱舟。関西ノリで、言葉も関西弁。

### 悪魔
出井門王魔（でいもん おうま）
名前通り悪魔の末裔。カオス中学校に転校してくる。天国の天使たちと政略結婚を行い縁戚関係を持つことにより、天国と地獄の最終戦争を回避する天使ハーレム計画を立案・実行しようと考え、エルと結婚しようと追い回す。
しかし、彼にとってはその目的もエルを護るための方便に過ぎなかった。エルへの気持ちは誰よりも真剣だが、自らの立場やエルの気持ちへの臆病さのために素直になれず、そのためにこの計画を立案・実行せざるを得なかった裏事情がある。
初代大魔王アスモデウスが封印されており、王魔の精神力が弱くなると人格が彼のものにチェンジする事がある。最期はエルを助けるためにアスモデウスの人格に自らの体を明け渡して消滅した。この事がエルが自分の王魔に対する本心に気付いてしまうきっかけとなる。
サタン
王魔の兄にして地獄の支配者。重度のブラコン。後にカオス中学校理事長に就任。
ローズ
ドラキュラ家のご令嬢であり、ヴァンパイア。サタンの許嫁。後に王魔の護衛兼クラス担任。
変身すると眼鏡が消え、チャイナ服になる。Mっ気あり。
アスモデウス
魔界の建国者にして初代魔王。その実体は人間界に侵攻しようとした罪で受けた異空間封印を破ったラジエル。
自らが死しても必ず蘇ると予言。それを裏付けるように彼の死後、昏睡する王妃から王魔が誕生した。
K
魔王一族の従者。特に王魔には彼が生まれた頃から従っており、一種のお守り役ともいえる。主に黒猫の姿をしているが変身能力で色んな姿に変わる事が可能。先祖代々、魔王一族に振り回されており、彼自身もその苦労性を引き継いでいる。必殺技は肉球テンプテーション。

### FA
読みはフォー・エー。状況によって「フォア・エンジェル」「フォア・エー」などと読み仮名の表記が変わる。正式名称はAngelic Ability Approaching Authority（和訳：天使的能力開発機関）で、頭文字をとって4Aとも略する。天使のDNAの解析結果を薬物へ応用する為、エルを執拗に追い回す。なお、カバー裏背表紙側のネタは1巻から3巻まで全てFAキャラで構成されている。
所長
FA の所長（50歳代）。FAの名付け親。
制服マニア。部下に何かとバカにされ、慇懃無礼な態度をとられることが多い。何かと「科学的な思考」を重視し、芸術を「ただの音声」「単なる可視光線の交合現象」と言って憚らない。また「何かが破壊される瞬間」に多大なる喜びを感じている。
青木王林（あおき おうりん）
所長のボディーガード兼右腕。ゲーム大好き。トランプを武器に用いる。麻雀が強く、サタンとKに脱衣麻雀を挑んだ際は全て彼の一人勝ちのゲームだった。
赤木千秋（あかぎ ちあき）
ダーツ使いの女性。以前サタンに裸に剥かれた事がある。サタンとKとの脱衣麻雀で、青木のせいで丸裸になった。
山田一号
所長によって作られた兵器。動力は人力発電。総量5t、100万馬力。ドリルとアームを装備。ほぼ同系の二号が存在し、某ヒーローのように技の一号、力の二号らしい。